# Illes Barren
Les illes Barren (en alutiiq: Usu'unaat) és un petit arxipèlag d'Alaska, als Estats Units. Es troben al golf d'Alaska, entre l'illa Shuyak i l'extrem meridional de la península de Kenai, sent les illes més septentrionals de l'arxipèlag Kodiak. Tenen una superfície de 42,03 km2 i estan deshabitades. L'arxipèlag forma part de l'Alaska Maritime National Wildlife Refuge.
El 25 de maig de 1778 foren batejades per l'explorador britànic James Cook que els posà aquest nom pel seu aspecte àrid.